# روز كوارتز (ستيفن البطل)
روز كوارتز هي شخصية من شخصيات مسلسل ستيفن البطل وهي والدة ستيفن يونيفرس ومؤسسة فريق الـكريستال جيمس.
وهي من قتلت الجيم المعروف بالـبينك دايموند نظرًا لحماية الحياة على الأرض لأن إذا بقي كان سيستهلك الحياة وبذلك لم يكن هناك وجود حياة على الأرض.
لكن هذا ما أشيع بين مجتمع الجيمز ولكن في الحقيقة التي ظهرت بعد أن باحت بيرل بسر من أسرار روز كوارتز الذي سيجعل من الأمر انقلابا لما كان يظهر للعامة من الجيمز والسر هو أن روز لم تحطم الماسة الوردية (بينك دايموند) لأنها هي نفسها بينك دايموند لم تكن بينك دايموند مستبدة مثل أخواتها الدايموند الكبار فقد أحبت كوكب الأرض وأرادت أن تحميه من استبداد الدايموندز فتحولت إلى روز كوارتز وأصبحت المتمردة ضد بينك دايموند (والتي هي نفسها) فلما لوحظ غياب بينك أشيع أن المتمردة روز هي من كسرت حجرها فكتمت بيرل هذا السر حتى عن الكريستال جيمز الآخرين.